# It's Okay to Not Be Okay
It's Okay to Not Be Okay (hangeul : 사이코지만 괜찮아 ; RR : Saikojiman gwaenchana) est une série télévisée sud-coréenne diffusée entre le 20 juin et le 9 août 2020 sur le réseau tvN.
Elle est également diffusée dans le monde depuis le 21 juin 2020 sur le réseau Netflix.

## Synopsis
D'un côté Moon Gang-tae, un agent de santé communautaire dans un service psychiatrique qui n'a pas le temps pour les relations sentimentales.
De l'autre, Ko Moon-yeong, autrice de livres pour enfants à succès qui n'a jamais su ce que l'on pouvait ressentir avec l'amour.
Lorsqu'ils se rencontrent, chacun commence lentement à guérir les blessures émotionnelles de l'autre. Au fur et à mesure que leur histoire progresse, la vérité concernant leur passé traumatique refait surface...

## Distribution
- Kim Soo-hyun : Moon Gang-tae
  - Moon Woo-jin : Gang-tae, jeune
- Seo Yea-ji : Ko Moon-yeong
  - Kim Soo-in : Moon-yeong, jeune
- Oh Jung-se : Moon Sang-tae
  - Lee Kyu-sung : Sang-tae, jeune
- Park Gyu-young : Nam Joo-ri
  - Park Seo-kyung : Joo-ri, jeune

## Accueil

### Accueil dans les pays francophones
Le drama est bien reçu dans les pays francophones, du côté des spécialistes comme des spectateurs. De nombreuses critiques reviennent sur l'influence du cinéma burtonien, l'onirisme de l'univers et la solidité de la distribution.
It's Okay to Not Be Okay figure dans la sélection établie par Jessica Cohen, la créatrice du magazine K-Society, dans l'ouvrage K-dramas : 100 séries télé coréennes incontournables. Cette dernière est séduite par le casting, les protagonistes et l'univers : « Chaque image révèle les profondeurs des émotions des personnages. La mise en scène, telle une toile vivante, tisse des métaphores visuelles qui créent une ambiance immersive unique [...]. Les contes pour enfants sous influence de Tim Burton, à la fois perturbants et fascinants, brillent d'une poésie unique et résonnent profondément à chaque récit. [...] Le thème de la santé mentale, souvent tabou en Corée, est ainsi brillamment abordé dans la série ».
Dans son Guide des K-dramas : 150 recommandations de dramas asiatiques, la vidéaste Sam évoque le drama ainsi : « La relation fusionnelle [du trio] n'est pas toujours très saine [...] mais le chemin [qu'il parcourt] ensemble est l'un des plus beaux témoignages de résilience jamais porté à l'écran. [...] L'autre atout [...] est sans aucun doute les livres perturbants et fascinants écrits par Mu Young. Dans un univers créatif très riche, elle exprime à travers eux ses peines, ses désillusions, ses peurs et sa colère. Ses contes sont très sombres, les morales sont aussi tristes qu'émouvantes et les illustrations semblent tout droit sorties d'un film de Tim Burton ».
Via son livre 101 k-dramas à voir absolument, la créatrice de contenus Kelly loue « l'alchimie du couple [et] le jeu d'acteur » ainsi qu'une cinématographie évoquant « immédiatement les œuvres de Tim Burton » ; elle déplore néanmoins que les rôles secondaires n'aient pas été davantage développés.
It's Okay to Not Be Okay est également l'un des sujets analysés dans l'étude de Vincenzo Cicchelli et Sylvie Octobre, Les k-dramas : ces séries qui font du bien. Les auteurs y voient « une critique des discriminations causées par la maladie mentale » et saluent sa portée universelle : « L'originalité de cette série est [...] de croiser le drame de la maladie mentale avec les difficultés inhérentes au travail long et sinueux du dévoilement de soi qui concerne tout individu. En prenant ouvertement fait et cause pour la tolérance à l'égard des pathologies psychologiques et en luttant contre les stéréotypes rattachés à ceux qui en sont affectés, cette série se focalise sur Ia narration du dépassement des liens affectifs toxiques par des individus qui réussissent à emprunter le chemin du bonheur partagé. Il ne s'agit pas seulement en effet d'être acceptés par ceux qui se considèrent comme normaux mais également de se reconnaître soi-même comme un individu ayant pleinement droit au bonheur ».
Le site spécialisé Nautiljon recense une moyenne de 9,14/10 ; Allociné affiche une note de 4,2/5 et SensCritique de 7,8/10.